# Isla Norte

Bandera de Isla Norte propuesta por el diseñador Dean Thomas.

La isla Norte (North Island en inglés, o Te Ika ā Maui, 'El Pez de Maui', en español) es una de las dos islas mayores de Nueva Zelanda así como la más poblada y, también, la más densamente poblada del país. Se separa de la isla Sur mediante el estrecho de Cook. La superficie insular es de 113.729 km², lo que representa cerca del 42 % de la superficie total del país.

## Geografía

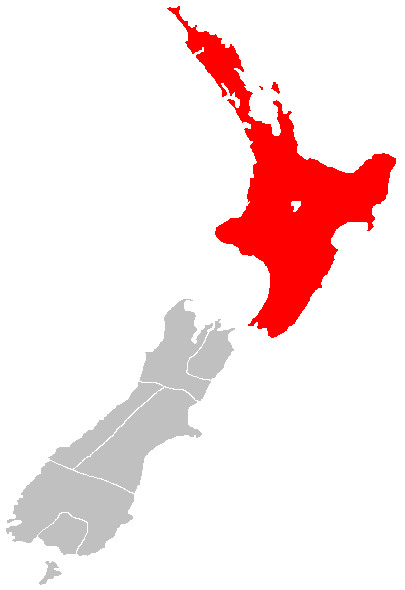
La isla Norte, en relación con la isla Sur y la isla Stewart

Durante el Último Periodo Glaciar, cuando el nivel del mar era más de 100 metros inferior al actual, las islas Norte y Sur estaban conectadas por una vasta llanura costera que se formó en el South Taranaki Bight. Durante este periodo, la mayor parte de la Isla Norte estaba cubierta de bosque y matorral espinoso, mientras que la actual península de Northland era un bosque húmedo subtropical. El nivel del mar comenzó a subir hace 7.000 años, separando finalmente las islas y uniendo el estrecho de Cook con el mar de Tasmania.

### Relieve

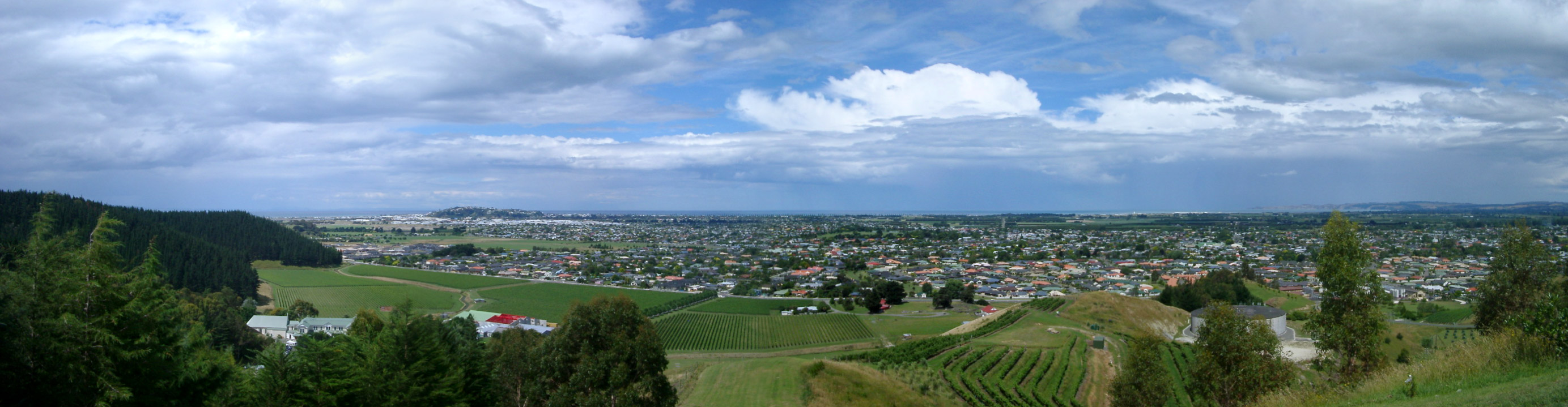
Vista de Napier desde Sugar Loaf Hill

La isla tiene una región montañosa (menos prominente que la de la isla Sur), que consta de montes boscosos, una meseta central volcánica y colinas. 
Los valles de Rotorua y Taupo, situados cerca de la bahía de Plenty, tienen algunos de los manantiales termales más grandes del archipiélago. Se producen cuando el agua subterránea sobrecalentada surge a la superficie a través de las rocas. El lago Taupo, ubicado en el centro de la isla, es el mayor de Nueva Zelanda y ocupa el cráter de un volcán extinto. 
Hacia el suroeste de la isla se encuentra un volcán extinto, el monte Taranaki, de 2518 metros.
Los picos más importantes son:
- Monte Ruapehu (2797 m)
- Monte Taranaki (2518 m)
- Mangaweka (1733 m)
- Hikurangi (1440 m)
- Raukumara (1413 m)
- Monte Tarawera (1111 m)

### Principales lagos y ríos
- Rotoiti
- Rotorua
- Tarawera
- Lago Taupo
- Waikare
- Waikaremoana
- Wairarapa

### Costas
Durante el Último Periodo Glacial, cuando el nivel del mar era más de 100 metros inferior al actual, las islas del Norte y del Sur estaban conectadas por una vasta llanura costera que se formó en la bahía de Taranaki Sur. Durante este periodo, la mayor parte de la Isla del Norte estaba cubierta de matorral y bosque espinoso, mientras que la actual península de Northland era un bosque húmedo subtropical. El nivel del mar comenzó a subir hace 7.000 años, separando finalmente las islas y uniendo el estrecho de Cook con el mar de Tasmania.

### Cabos y penínsulas
- Península de Coromandel
- Península de Northland
- Cabo Palliser
- Cabo Reinga
- East Cape
- Cabo Norte

### Bosques y parques nacionales
- Parque nacional Egmont
- Parque Nacional de Tongariro
- Bosque de Waipoua
- Parque nacional de Whanganui

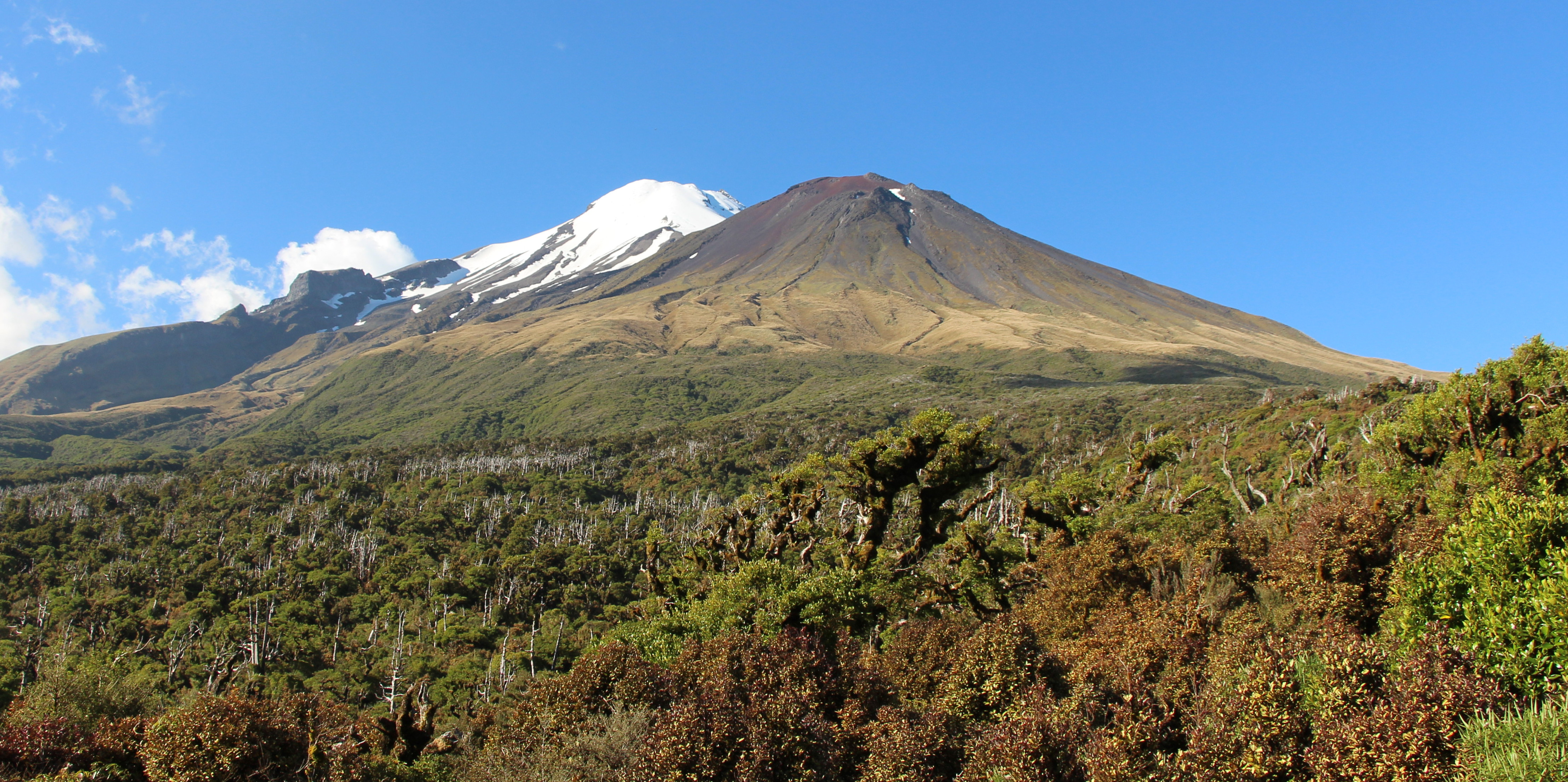
Parque nacional Egmont.

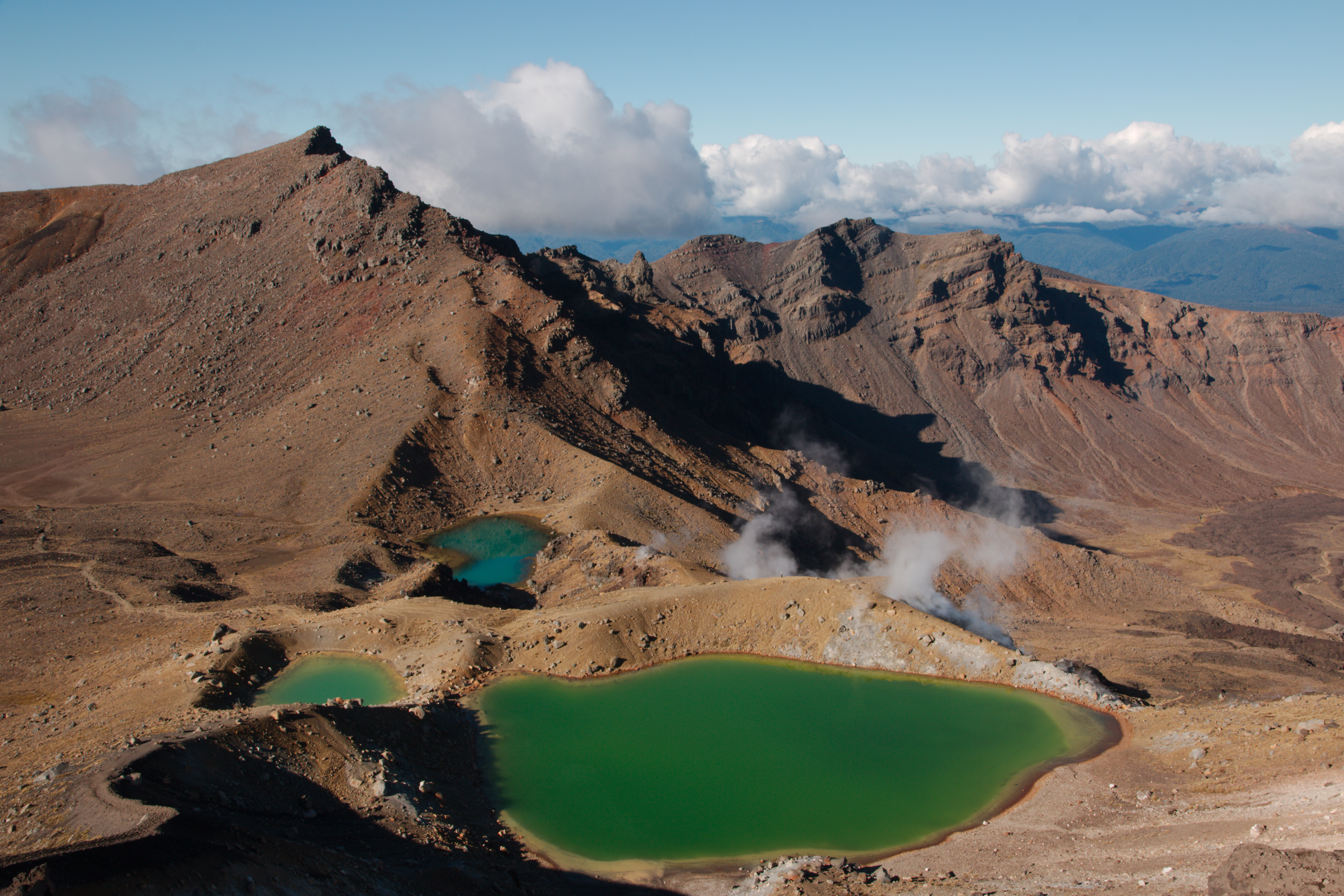
Parque Nacional de Tongariro.

y muchos parques forestales de Nueva Zelanda

### Vulcanología
- Campo volcánico de Auckland

El campo volcánico de Auckland es un área de volcanes monogenéticos que cubre gran parte del área metropolitana de Auckland, la ciudad más grande de Nueva Zelanda. Los aproximadamente 53 volcanes en el campo han producido una diversa variedad de maars (cráteres de explosión), anillos de toba, conos de escoria y flujos de lava. Con la excepción de Rangitoto, ningún volcán ha entrado en erupción más de una vez, pero las otras erupciones duraron varios períodos que van desde unas pocas semanas hasta varios años. Rangitoto entró en erupción varias veces y recientemente dos veces; en una erupción que ocurrió hace unos 600 años, seguida de una segunda erupción aproximadamente 50 años después. El campo está alimentado enteramente por magma basáltico, a diferencia del vulcanismo explosivo impulsado por subducción en el centro de la Isla Norte, como en el Monte Ruapehu y el Lago Taupō.
- Monte Ruapehu
- Monte Taranaki
- Monte Tarawera
- Isla Whakaari/White
- Meseta Volcánica de la Isla Norte

La meseta volcánica de la Isla Norte (a menudo llamada Meseta Central y ocasionalmente Meseta Waimarino) es una llanura de origen volcánico que cubre gran parte del centro insulano con volcanes, mesetas de lava y lagos de cráter. Contiene el complejo de caldera Taupō, el complejo de caldera Ōkataina y el Centro Volcánico Tongariro, lo que lo convierte en actualmente el área de vulcanismo silícico más frecuentemente activa y productiva de la Tierra. Nueva Zelanda es parte del cinturón de fuego del Pacífico. La meseta tiene aproximadamente 60 km (37 millas) de este a oeste y la distancia norte-sur es de aproximadamente 125 km (78 millas).

## Denominación y usos del nombre
Aunque esta isla ha sido conocida como Isla Norte durante muchos años, en 2009 la Junta Geográfica de Nueva Zelanda (New Zealand Geographic Board) consideró que, al igual que la Isla Sur, la Isla Norte no tenía nombre oficial. Tras una consulta pública, en octubre de 2013 la Junta nombró oficialmente a la isla como Isla del Norte o Te Ika-a-Māui («el pez de Māui».
En la práctica, las dos islas principales de Nueva Zelanda se denominan la Isla Norte (en inglés the North Island) y la Isla Sur (en inglés), (the South Island), con el artículo definido «the». Los mapas, los títulos, las tablas y las expresiones adjetivas utilizan Isla Norte sin «la».

## Demografía
En junio de 2023 La Isla Norte tenía una población estimada de 3.997.300, pequeña tanto en términos absolutos como relativos. Sin embargo,  concentra cerca del 80 % de la población total de Nueva Zelanda. La densidad demográfica ronda los 27,5 hab./km².
En la isla hay doce zonas urbanas importantes (la mitad de ellas ciudades oficiales). De norte a sur, las mismas son: Whangārei, Auckland, Hamilton, Tauranga, Rotorua, Gisborne, New Plymouth, Napier, Hastings, Whanganui, Palmerston North, y Wellington la ciudad y la capital oficial de Nueva Zelanda, la cual se encuentra ubicada en el extremo noroccidental de la isla.
Desde la conclusión de la fiebre del oro de Otago en la década de 1860, el crecimiento de la población europea de Nueva Zelanda ha experimentado una constante «deriva hacia el norte», ya que los centros de población de la Isla Norte han crecido más rápidamente que los de la Isla Sur de Nueva Zelanda. Esta tendencia demográfica ha continuado en el siglo XXI, pero a un ritmo mucho más lento. Si bien la población de la Isla Norte continúa creciendo más rápido que la Isla Sur, esto se debe únicamente a que la Isla Norte tiene un mayor aumento natural (es decir, nacimientos menos muertes) y migración internacional; Desde finales de los años 1980, el flujo migratorio interno ha sido de la Isla Norte a la Isla Sur. En el año transcurrido hasta junio de 2020, la Isla Norte ganó 21.950 personas debido al aumento natural y 62.710 personas debido a la migración internacional, mientras que perdió 3.570 personas debido a la migración interna.
En el censo de Nueva Zelanda de 2018, el 65,7 % de los isleños del norte se identificaron como de etnia europea, el 18,5 % como maoríes, el 17,0 % como asiáticos, el 9,7 % como pasifika, el 1,6 % como de Medio Oriente/latinoamericano/africano y el 1,2 % como otra etnia. (principalmente 'neozelandés'). Los totales suman más del 100 %, ya que las personas pueden identificarse con múltiples etnias.
La proporción de isleños del Norte nacidos en el extranjero es del 29,3 %. Los países extranjeros de nacimiento más comunes son Inglaterra (15,4 % de los residentes nacidos en el extranjero), China continental (11,3%), India (10,1%), Sudáfrica (5,9 %), Australia (5,5 %) y Samoa (5,3 %).

### Principales ciudades

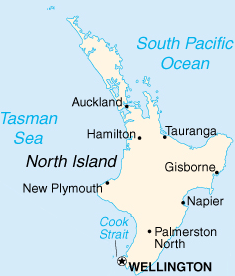
Mapa de la Isla Norte mostrando algunas de sus ciudades más importantes

La isla Norte concentra la mayoría de las ciudades más importantes de Nueva Zelanda, entre ellas:
- Auckland, con 1.329.900 habitantes (zona metropolitana) y situada en el golfo de Huaraki, en el noroeste de la isla. Es la ciudad más poblada del país.
- Wellington (zona metropolitana, capital de Nueva Zelanda), con 363.400 habitantes y situada en el extremo meridional insular.
- Hamilton (179.000 hab. zona metropolitana)
- Tauranga (103.600 hab.)
- Palmerston Norte (77.600 hab.)
- Hastings (61.700 hab.)
- Napier (56.700 hab.)
- Rotorua (55.100 hab.)
- New Plymouth (49.500 hab.)
- Wanganui (42.300 hab)
- Gisborne (32.800 hab)
- Coromandel
- Foxton
- Huntly
- Kerikeri
- Pahiatua
- Raglan
- Strarford
- Taupo

## Clima
El clima insulano es templado, más cálido y benigno que en la Isla Sur, por su latitud. Es condicionado principalmente por las corrientes oceánicas, con temperaturas anuales medias que rondan a los 16 °C .   
De igual forma, el clima y la topografía de la isla son más favorables para la agricultura que en el sur. Ovinos y bovinos pueden alimentarse en verano e invierno en los ricos pastos que rodean Auckland. Una amplia gama de cultivos, que incluyen hortalizas, cereales y frutas como la uva y el kiwi, se producen en la parte septentrional de Nueva Zelanda. Las ricas zonas pesqueras del océano Pacífico tienen una creciente importancia económica.

## Flora

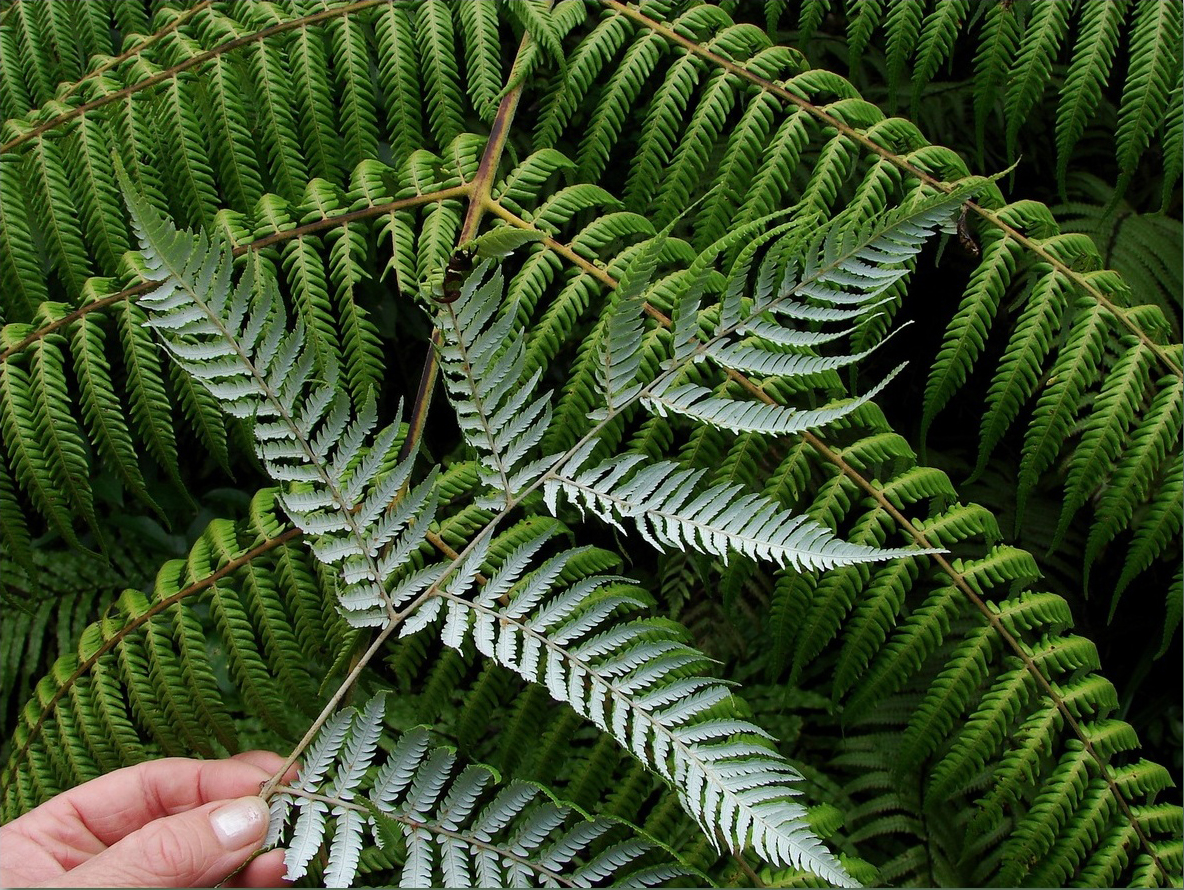
Helecho plateado o Kaponga Cyathea dealbata, símbolo patrio de Nueva Zelanda, y planta conspícua de la Isla Norte.

La Isla Norte tiene una flora exuberante y muy diversa 2. Los numerosos bosques insulares contienen múltiples especies (rimu, totara). Obviamente encontramos allí el kauri, un árbol muy impresionante por su diámetro, su tamaño y su edad, así como helechos arborescentes endémicos, los kaponga que forman parte de los símbolos patrios.

## Fauna silvestre

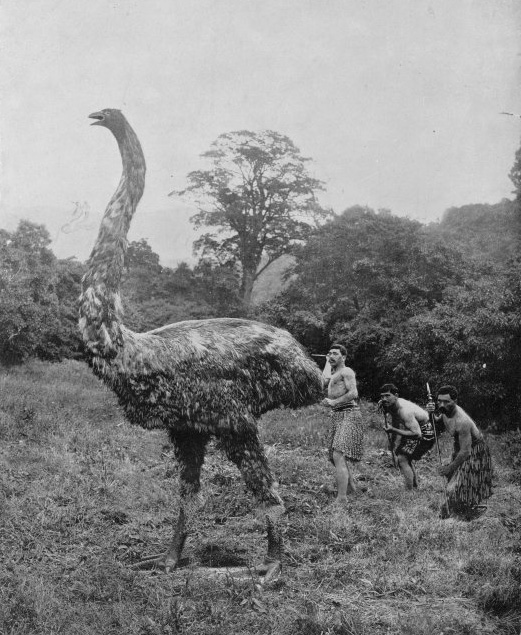
Un moa siendo objetode caza por humanos.

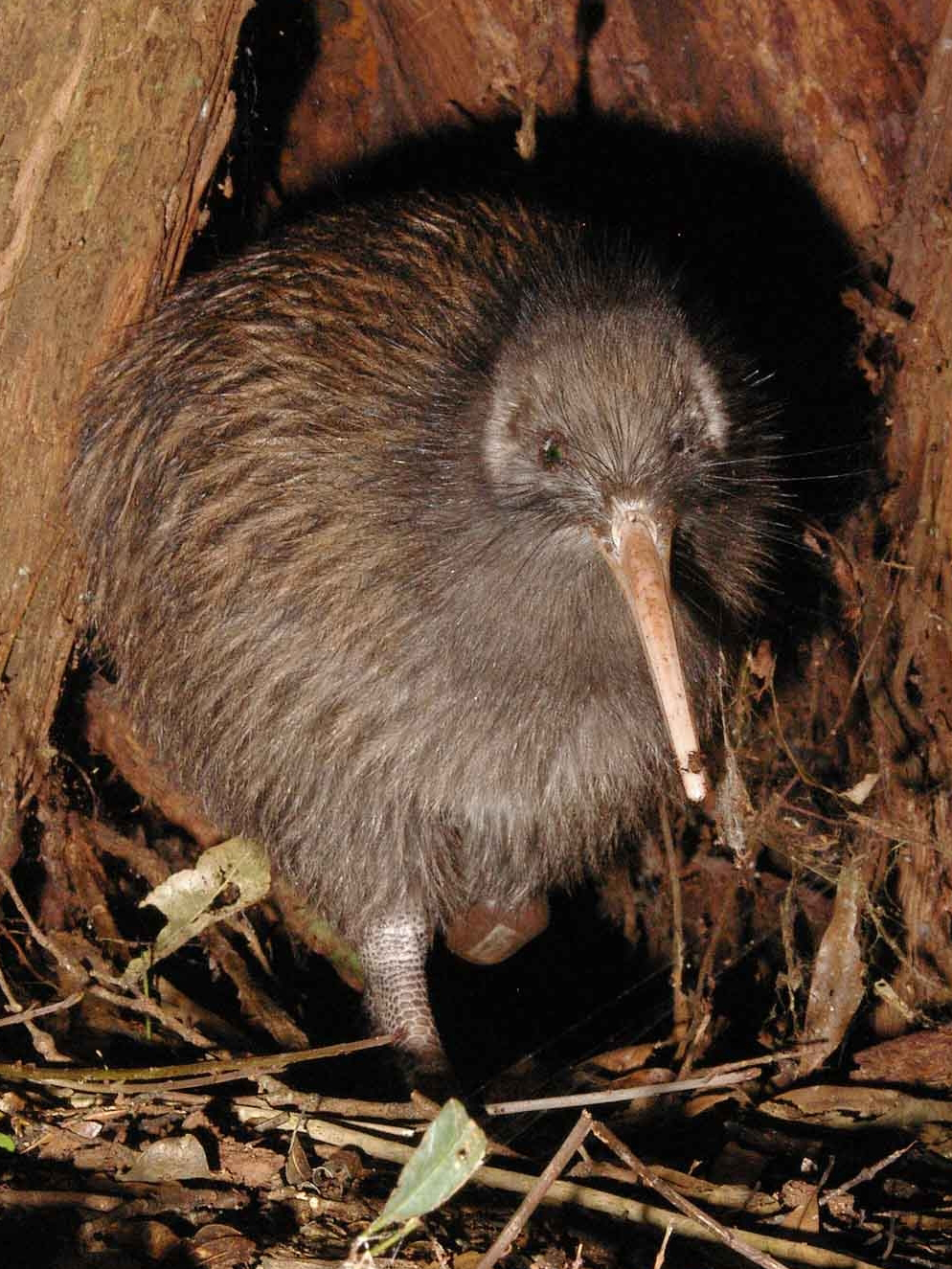
Kiwi.

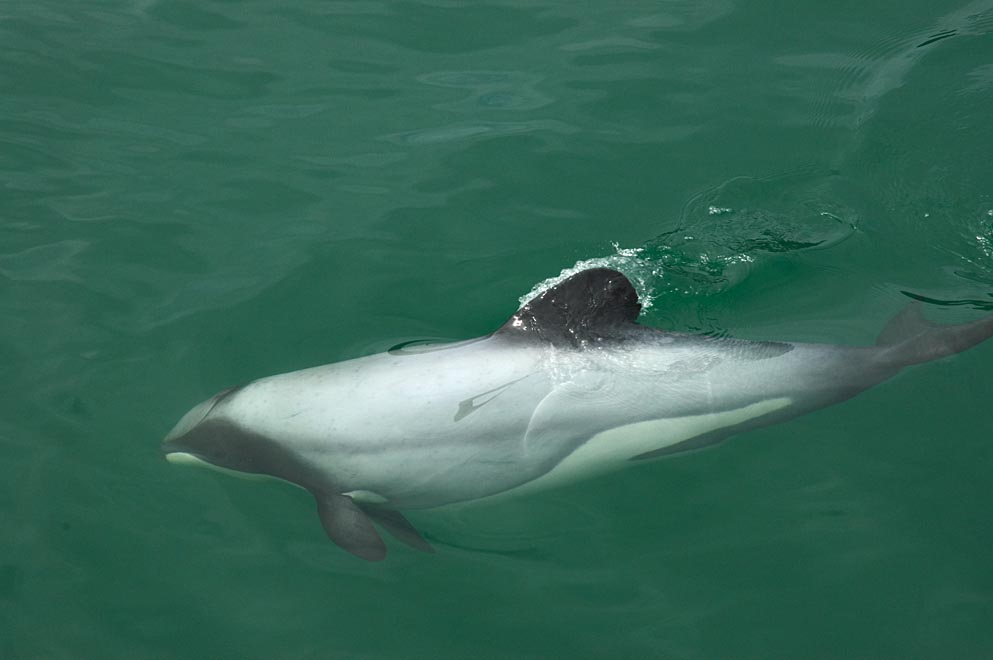
Delfín de Héctor.

Hace muchos siglos se podían ver muchas variedades de aves. Con la evolución, algunas especies habían perdido las alas y ya no podían volar; es el caso de los moas, especie extinta, y el kiwi, endémico y elegido como emblema nacional. Las ratas y los armiños importados por el hombre dañaron a estas aves no voladoras, llegando incluso a provocar la extinción de algunas especies. Los kiwis están amenazados y son cada vez más difíciles de observar en estado salvaje.
De los animales marinos, están presentes especialmente las ballenas y los delfines, incluido el pequeño delfín de Héctor, el más raro del mundo y en peligro crítico de extinción.

## Mitología maorí
Según la mitología maorí, las islas del Norte y del Sur de Nueva Zelanda surgieron gracias a las acciones del semidiós Māui. Māui y sus hermanos estaban pescando desde su canoa (la Isla Sur) cuando capturó un gran pez y lo sacó del mar. Mientras él no miraba, sus hermanos se pelearon por el pescado y lo cortaron. Este gran pez se convirtió en la Isla Norte y, por lo tanto, el nombre maorí para la Isla Norte es Te Ika-a-Māui («El pez de Māui»). Se cree que las montañas y los valles se formaron como resultado de los ataques de los hermanos de Māui a los peces.
Durante el viaje del capitán James Cook entre 1769 y 1770, el navegante tahitiano Tupaia acompañó la circunnavegación de Nueva Zelanda. Los mapas describían la Isla Norte como «Ea Heinom Auwe» y «Aeheinomowe», que reconoce el elemento «Pez de Māui».
Otro nombre maorí que se le dio a la Isla Norte, pero que ahora se usa con menos frecuencia, es Aotearoa. El uso de Aotearoa para describir la Isla Norte cayó en desgracia a principios del siglo XX y ahora es un nombre colectivo maorí para Nueva Zelanda en su conjunto..